# Guglielmo di Hirsau
Beato Guglielmo di Hirsau (1030 circa – Hirsau, 5 luglio 1091) è stato un religioso tedesco.
Fu abate di Hirsau e riformatore dell'abbazia. Fu in effetti il "padre" della riforma di Hirsau e nella lotta per le investiture si schierò dalla parte del papa. Inoltre redasse dotti scritti sulla musica e sull'astronomia. Per l'abbazia di Hirsau scrisse le Constitutiones Hirsaugienses, attenendosi agli usi dell'abbazia di Cluny di Ulrico di Zell.

## Biografia
Guglielmo di Hirsau nacque presumibilmente in Baviera verso il 1030.
Sulle sue origini non si sa altro. Ebbe, come puer oblatus, una formazione spirituale da monaco nell'abbazia di Sant'Emmerano, una abbazia proprietaria del vescovo di Ratisbona. Otlone di Sant'Emmerano fu l'insegnante famoso di Guglielmo.
Qui Guglielmo redasse verso la metà dell'undicesimo secolo un dotto trattato sull'astronomia e sulla musica, parte delle discipline del quadrivio, le quattro materie all'interno delle sette arti liberali (septem artes liberales), che ancora oggi si possono ammirare a Ratisbona nei famosi Regensburger Lehrgerät.
Si tratta di un monumento alto due metri e mezzo, sulla cui parte anteriore è inserito un astrolabio, mentre la parte posteriore mostra un uomo splendente, probabilmente l'astronomo e poeta greco Arato di Soli (prima metà del III sec. A.C.). 
Particolarmente degno di menzione è il fatto che Guglielmo intraprese anche osservazioni astronomiche. Per il calcolo della data della Pasqua (Computus Ecclesiasticus) doveva essere nota quella dell'equinozio di primavera, che si sposta attraverso la precessione. Poiché egli trovò nella letteratura di allora ripetute indicazioni, individuò i solstizi dall'altezza del sole. Come allora usuale, egli pose gli equinozi nel corso dell'anno a metà tra i solstizi. I calendari benedettini del tempo verso gli anni 1100 a noi tramandati, come quelli dell'abbazia di Lambach, concordano bene con le conoscenze odierne dei dati astronomici calcolati.

### Nomina ad abate
Nel 1069 Guglielmo fu nominato abate di Hirsau. Come esattamente egli ebbe la nomina è nelle fonti controverso, dato che l'iniziativa proveniva una volta dal conte di Calw e un'altra dal convento stesso. Anche la motivazione propria di Guglielmo per la sua entrata in carica cambia nelle varie fonti. Mentre Guglielmo, nel Codex Hirsaugiensis all'inizio per rispetto nei confronti dell'ancor vivente ma già deposto abate Federico non poteva ricoprire la carica, la Vita di Guglielmo descrive la sua nomina con l'anticipazione di un programma di riforma. 
Strano inoltre è che nel caso dell'abate Guglielmo, al contrario degli altri abati di Hirsau dei secoli XI e XII, non è noto da quale vescovo egli avesse ottenuto la consacrazione. 
Nei primi anni come abate Guglielmo perseguì l'obiettivo di rendere la sua abbazia del tutto indipendente dall'autorità laica. Questo avvenne sulla base delle già da tempo effettive riforme di Gorze e di Cluny, proprio nel senso di rivoluzioni ecclesiastiche dei tempi.
La politica di Guglielmo s'indirizzò in un primo tempo contro i conti di Calw.
Un documento dell'imperatore Enrico IV, emesso subito dopo il 1070, definì almeno le importanti relazioni con il regno, ma stabilì al presente il rango di Hirsau, convento proprietario della contea. 
Nel 1074 il privilegio stabilito da papa Gregorio VI pose Hirsau sotto la protezione pontificia. Gli integra libertas coenobii (libertà totale del convento) del cosiddetto "Modello di Hirsau", un documento di re Enrico del 9 ottobre 1075, dichiarò la libera scelta dell'abate e la libera nomina o deposizione da parte dei balivi (Vogt)  (ma appartenenti alla famiglia dei sostenitori dell'abbazia).
Contro la resistenza del conte Adalberto II di Calw, Guglielmo si era infine imposto. Il conte aveva già prima rinunciato alla sua signoria laica sull'abbazia, il re si mosse come il conte e sottomise la comunità monastica alla sua protezione, senza che Hirsau diventasse una libera abbazia indipendente dal re. Il conte ricevette il baliaggio ereditario su Hirsau su prestito reale, mentre l'abate fu insediato come decano o priore dell'abbazia.
L'aggravamento del fronte nella lotta per le investiture può anche aver avuto ripercussioni sui comportamenti interni all'abbazia di Hirsau. In ogni caso ci è stato tramandato da Guglielmo che lui introdusse abitudini annotate dal suo amico d'infanzia Ulrico di Zell dell'abbazia di Cluny. Sui suoi passi le Consuetudines Hirsaugienses trovarono ampia diffusione nel quadro della riforma di Hirsau. Disciplina e obbedienza, dure punizioni per trasgressioni alle prescrizioni e continui controlli dei monaci distinsero più avanti negli anni dopo il 1079 la vita a Hirsau.
In parallelo, per risolvere il problema dell'assalto laico su Hirsau, fu creato l'istituto dei fratelli laici, i conversi. Pubblicamente Hirsau era tuttavia, proprio grazie alla forza dei monaci e all'ascetica devozione, un'attrattiva per molti uomini. Allo slancio dell'abbazia sotto Guglielmo di Hirsau corrispose anche l'abbandono del convento di Aurelius a causa della sua piccolezza e ci si insediò nella località di fronte, oltre il fiume Nagold. Colà nacque, dopo il 1083, l'allora maggior complesso monastico della Germania, dedicato ai santi Pietro e Paolo.

### La riforma di Hirsau e morte
L'operato di Guglielmo non era però limitato solo a Hirsau. Numerose abbazie si adattarono alla riforma di Hirsau. Numerose abbazie di nuova costituzione, che furono presidiate dai monaci di Hirsau, furono Zwiefalten, Blaubeuren nel ducato di Svevia, Reinhardsbrunn in Turingia e il convento di San Paolo nella valle del Lavant in Carinzia.
Nuove abbazie, che furono popolate dai monaci di Hirsau, erano nella Foresta Nera, San Giorgio (1084) e San Pietro nella Foresta Nera (1093), parimenti istituite con l'ausilio di monaci di Hirsau. Abbazie già esistenti, che adottarono la riforma di Hirsau furono l'abbazia di Petershausen presso Costanza, il convento di Allerheiligen, San Pietro in Erfurt e Comburg; priorati furono il convento di Reichenbach (Baden-Württemberg) nella valle del Murg, quelli di Schönrain in Franconia, di Fischbachau in Baviera e di Paulinzella in Turingia.
I monaci di Hirsau trovarono i loro seguaci particolarmente in Svevia e in Franconia, poi nella Germania centrale e orientale.
L'ampia diffusione della riforma di Hirsau corrispose anche alla chiamata di Guglielmo nella propaganda clerico-politica della lotta per le investiture. L'abate di Hirsau fu il sostegno del partito gregoriano in Svevia. Egli si schierò dalla parte degli anti-re Rodolfo di Svevia ed Ermanno di Lussemburgo; tra l'altro fu a lui che si dovette la compattezza del partito gregoriano nella Germania del sudovest, a prescindere dal richiamo che l'abbazia di Hirsau costituiva nei circoli dei riformatori della Chiesa. Quando Guglielmo morì, il 5 luglio 1091, il partito delle riforme in Svevia perse il suo più importante rappresentante.
La Vita Willihelmi abbatis Hirsaugiensis mantiene la sua memoria.
Il suo successore come abate di Hirsau fu Gebardo II di Urach, più tardi vescovo di Spira, fratello del cardinale vescovo Kuno di Urach, uno zelante sostenitore della riforma gregoriana e intimo amico di papa Pasquale II ed entrambi parte della stirpe dei conti di Urach.

## LaVita di Guglielmo di Hirsau
La Vita di Guglielmo abate di Hirsau (Vita Willihelmi Abbatis Hirsaugiensis) è la testimonianza più importante sulla sua vita. Il periodo di esistenza e il redattore di quest'opera agiografica sono sconosciuti. Le più antiche ricerche giungono alla conclusione che la Vita sia stata redatta dopo la morte del famoso abate. Nel vicino passato si suppose in merito, che la Vita tramandataci a oggi non sia più quella redatta in origine.
Questa considerazione si basa su un'affermazione del cronista tardomedievale Giovanni Tritemio, che nei suoi Annali di Hirsau sostiene che un monaco di nome Haimo abbia cercato di ampliare l'opera, per sbaglio ridotta. Poiché questa informazione come il nome del presunto redattore sono contenuti solo in questo documento di oltre 400 anni fa, la veridicità dell'esposizione è dubbia. Basandosi su questo scetticismo si mossero le prime obiezioni, che la Vita Willihelmi debba essere vista come un prodotto dei tempi successivi al 1107. Questa nuova datazione si fonda soprattutto sulle affermazioni interne alla Vita, che mostrano i contrasti dell'abbazia con il nuovo abate Gebeardo, che fu poi elevato alla cattedra episcopale di Spira. Questi, agli occhi dell'abbazia, doveva risultare un cattivo abate nei confronti dello splendente esempio letterario di Guglielmo. Queste datazioni come le circostanze della redazione corrispondono, così la Vita dovrebbe testimoniare più sulle controversie interne degli inizi del XII secolo che sulla storia delle vicende del tardo XI secolo.

## Guglielmo il Santo
Guglielmo viene spesso indicato come "il Beato" e talvolta come "il Santo". Una beatificazione non è databile. A seguito di quanto tramandato, egli dovrebbe aver condotto una vita santa, ma non fu mai istituito un processo di canonizzazione. Negli Acta Sanctorum egli compare celebrato il 4 luglio, in altri indici di santi e beati anche il 5 luglio, come risulta il giorno del suo decesso.